# Qozbabalı
Qozbabalı är en ort i Azerbajdzjan.   Den ligger i distriktet Şabran Rayonu, i den nordöstra delen av landet, 110 km nordväst om huvudstaden Baku. Qozbabalı ligger 379 meter över havet och antalet invånare är 351.
Terrängen runt Qozbabalı är huvudsakligen kuperad, men västerut är den bergig. Närmaste större samhälle är Divichibazar, 9,9 km norr om Qozbabalı. 
Trakten runt Qozbabalı består i huvudsak av gräsmarker. Runt Qozbabalı är det ganska glesbefolkat, med 47 invånare per kvadratkilometer.